# U.S. Route 26
Pour les articles homonymes, voir Route 26.
La U.S. Route 26 (US 26) est une US Route ouest–est reliant Seaside, Oregon à Ogallala, Nebraska. Au moment où le réseau des US Routes a été créé, en 1926, la US 26 ne s'étendait qu'au Nebraska et au Wyoming. C'est dans les années 1950 que la route a été prolongée jusqu'en Idaho et en Oregon. Le terminus ouest de la route est à Seaside, Oregon, à la jonction avec la US 101 alors que le terminus est se trouve à Ogallala, Nebraska, à la jonction avec l'I-80.

## Description du tracé
|       | mi       | km       |
| ----- | -------- | -------- |
| OR    | 471,56   | 758,90   |
| ID    | 402,50   | 647,80   |
| WY    | 460,15   | 740,63   |
| NE    | 150,79   | 242,67   |
| Total | 1 485,00 | 2 390,00 |

### Oregon

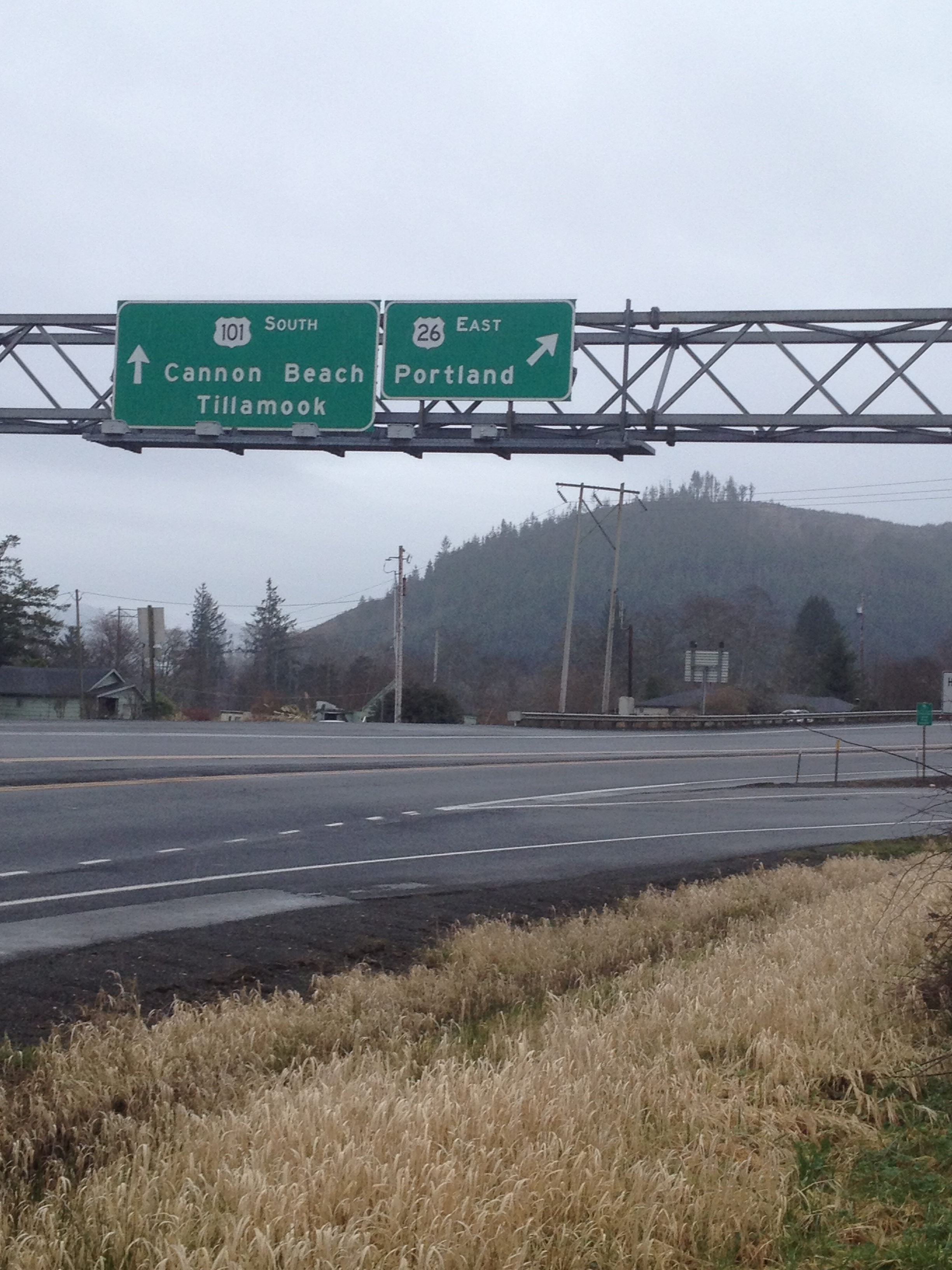
Terminus est de la US 26 près de Seaside, Oregon

Débutant à la jonction avec la US 101 près de Seaside, Oregon, la US 26 se dirige vers le sud-est à travers la Coast Range jusqu'à Portland. Dans l'ouest de la région de Portland, la US 26 est construite sous forme d'autoroute. Elle emprunte le Vista Ridge Tunnel pour atteindre le centre-ville. Elle rencontre l'I-405 et forme un multiplex avec celle-ci vers le sud. Elle quitte le tracé de l'autoroute et emprunte des rues de surface. Elle croise ensuite l'I-5 et la rivière Willamette. Elle emprunte Powell Boulevard vers l'est et croise l'I-205. Elle se poursuit jusqu'à Sandy.

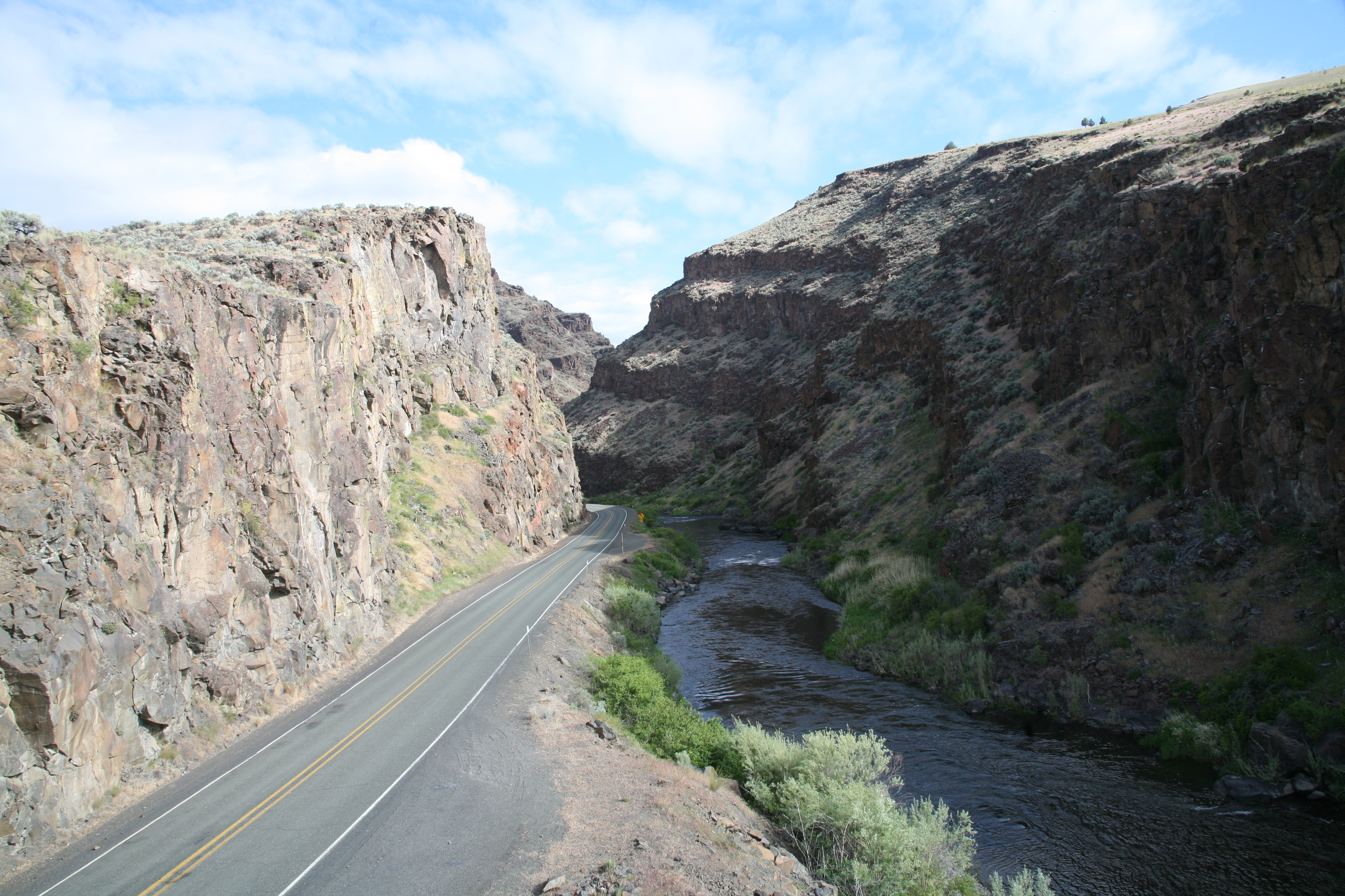
US 26 à l'entrée de Picture Gorge dans l'est de l'Oregon. La John Day River est à droite de la route.

Après avoir traversé Sandy, la US 26 continue vers Government Camp et le Col Bennett. Elle passe au sud du Mont Hood et bifurque vers le sud-est en direction de Madras. Là, elle croise la US 97 et forme un court multiplex avec celle-ci. Elle continue jusqu'à Pineville, où elle bifurque vers l'est. Elle passe par Mitchell, John Day et Vale, où elle débute un multiplex avec la US 20 jusqu'à la frontière avec l'Idaho, à l'est de Nyssa.

### Idaho
Depuis la frontière avec l'Oregon, la US 26 continue de suivre la US 20 jusqu'à Boise, avec un court multiplex avec la US 95 près de Parma et avec l'I-84 à Caldwell. À Boise, la US 20 / US 26 forme un multiplex avec l'I-84 sur enviton 40 miles (64 km) jusqu'à Mountain Home, où la US 20 se sépare de l'I-84 / US 26. Environ 41 miles (66 km) plus loin, à Bliss, la US 26 se sépare de l'I-84, rejoignant la US 93 à Shoshone ainsi que la US 20 à Carey. La US 20 / US 26 / US 93 effleure le nord du Craters of the Moon National Monument et se dirige vers Arco où la US 93 se sépare. Près du Laboratoire national de l'Idaho, la US 26 se sépare à nouveau de la US 20 en allant vers le sud-est, jusqu'à Blackfoot, où elle rejoint l'I-15 sur environ 20 miles (32 km). Elle s'en sépare au sud d'Idaho Falls et prend la direction d'Alpine, Wyoming.

### Wyoming

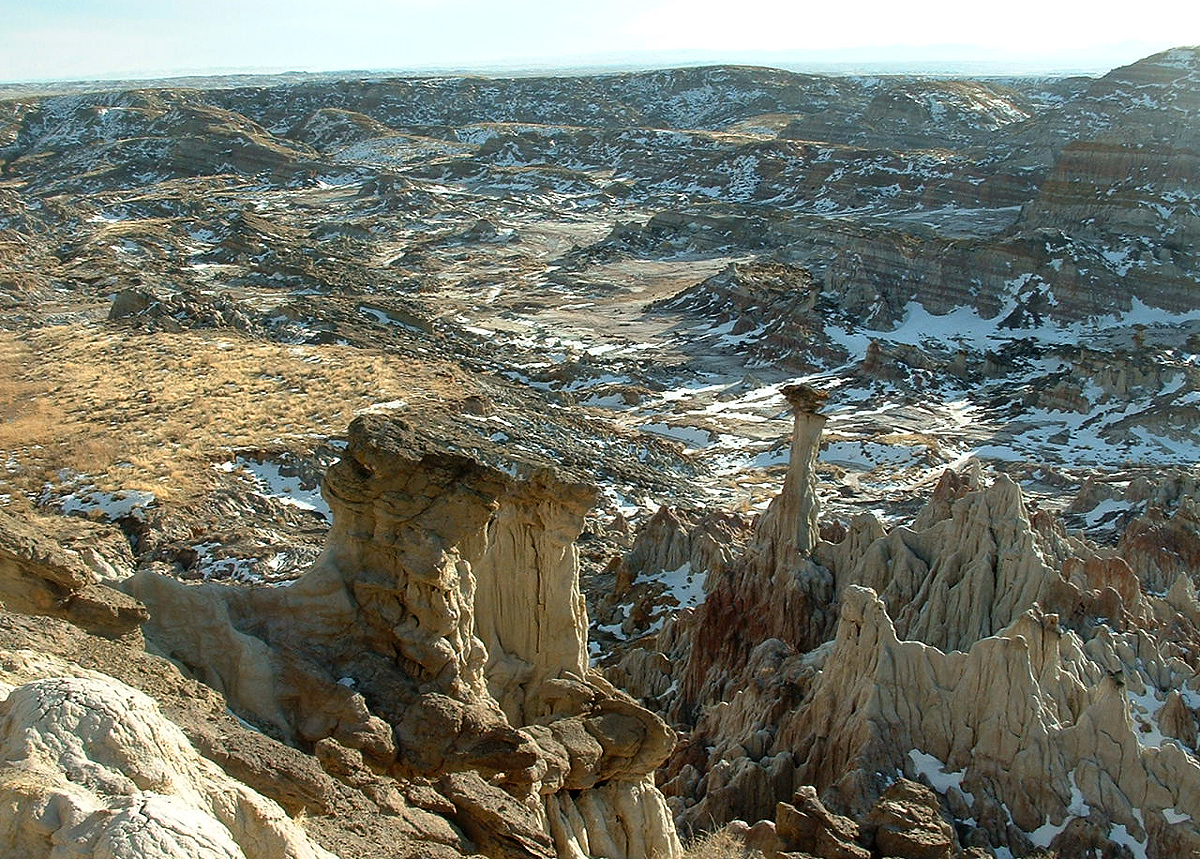
La US 20 / US 26 à l'entrée de Hell's Half Acre au Wyoming.

À partir d'Alpine, la US 26 forme un multiplex avec la US 89 jusqu'à Moran. Sur son trajet, la US 26 / US 89 rencontre aussi la US 189 / US 191, avec laquelle elle forme un multiplex. jusqu'à Jackson pour la US 189. À "Glacier View Turnout," un point de vue sur Teton Glacier est possible depuis la route. À Moran, la US 26 bifurque vers l'est en multiplex avec la US 287. Elle traverse la ligne continentale de partage des eaux au Col Togwotee et passe par Dubois. C'est après Diversion Dam Junction que la US 26 et la US 287 se séparent. La US 26 continue vers le sud-est en direction de Riverton, puis, vers le nord-est jusqu'à Shoshoni. Entre Shoshoni et Casper, la US 26 forme un autre multiplex avec la US 20. La route contourne Casper par le nord et entame un court multiplex avec l'I-25 / US 87. Un peu plus loin, la US 20 / US 26 / US 87 quitte l'I-25 et la longe entre Casper et Glenrock. À l'est de Glenrock, les trois US Routes réintègrent le tracé de l'I-25. La US 26 s'en détache à Dwyer Junction, où elle tourne vers l'est. Elle passe par Guernsey, Fort Laramie, Lingle et Torrington avant d'entrer au Nebraska. Entre Lingle et Torrington, la US 85 forme un multiplex avec la US 26.

### Nebraska
La US 26 effectue un trajet du nord-ouest au sud-est en étant parallèle à la North Platte River. La plus grande ville dans laquelle passe la US 26 au Nebraska est Scottsbluff, laquelle se situe 22 miles (35 km) à l'est de la frontière avec le Wyoming. La US 26 passe aussi par le Chimney Rock National Historic Site. Elle croise la US 385 à Bridgeport et continue jusqu'à son terminus est à Ogallala, à la jonction avec l'I-80. La route se poursuit au-delà de l'autoroute comme N-61.

## Intersections majeures
Oregon
 US 101 au sud de Seaside
 I-405 à Portland. Les routes forment un multiplex dans la ville.
 I-5 à Portland
 US 97 à Madras. Les routes forment un multiplex dans la ville.
 US 395 à Mount Vernon. Les routes forment un multiplex jusqu'à John Day.
 US 20 à Vale. Les routes forment un multiplex jusqu'à Mountain Home, Idaho.
Idaho
 US 95 au nord-ouest de Parma. Les routes forment un multiplex jusqu'au sud-est de Parma.
 I-84 / US 30 au nord de Caldwell. Les routes forment un multiplex jusqu'à Caldwell.
 I-184 à Boise. Les routes forment un multiplex dans la ville.
 I-84 / US 30 à Boise. L'I-84 / US 26 forment un multiplex jusqu'à Bliss. La US 26 / US 30 forment un multiplex jusqu'au nord-ouest de Bliss.
 US 93 à Shoshone. Les routes forment un multiplex jusqu'à Arco.
 US 20 à Carey. Les routes forment un multiplex jusqu'au nord-ouest d'Atomic City.
 I-15 à Blackfoot. Les routes forment un multiplex jusqu'à Idaho Falls.
 US 91 à Idaho Falls
Wyoming
 US 89 aux limites entre Alpine Northwest et Alpine Northeast. Les routes forment un multiplex jusqu'à Moran.
 US 189 / US 191 à Hoback Junction. La US 26 / US 189 forment un multiplex jusqu'à Jackson. La US 26 / US 191 forment un multiplex jusqu'à Moran.
 US 287 à Moran. Les routes forment un multiplex jusqu'au nord-ouest de Morton.
 US 20 à Shoshoni. Les routes forment un multiplex jusqu'à Orin.
 I-25 / US 87 aux limites entre Casper et Hartrandt. L'I-25 / US 26 forment un multiplex jusqu'à Casper. La US 26 / US 87 forment un multiplex jusqu'au sud-ouest de Dwyer.
 I-25 au sud-est de Glenrock. Les routes forment un multiplex jusqu'au sud-ouest de Dwyer.
 US 18 à Orin
 US 85 à Lingle. Les routes forment un multiplex jusqu'à Torrington.
Nebraska
 US 385 à Bridgeport. Les routes forment un multiplex jusqu'à Northport.
 US 30 à l'ouest d'Ogallala. Les routes forment un multiplex jusqu'à Ogallala.
 I-80 à Ogallala. La route continue comme N-61.